# تور همه شب بیدار
تور همه شب بیدار (انگلیسی: Up All Night Tour) نخستین تور کنسرت توسط وان دایرکشن، گروه پسرانه انگلیسی-ایرلندی است. تور در حمایت از نخستین آلبوم استودیویی آن‌ها همه شب بیدار (۲۰۱۱) است. این تور از تاریخ ۱۸ دسامبر ۲۰۱۱ در واتفورد، انگلستان آغاز شد و در تاریخ ۱ ژوئن ۲۰۱۲ در سانرایز، فلوریدا به پایان رسید.